# Alter Protestantischer Friedhof Macau

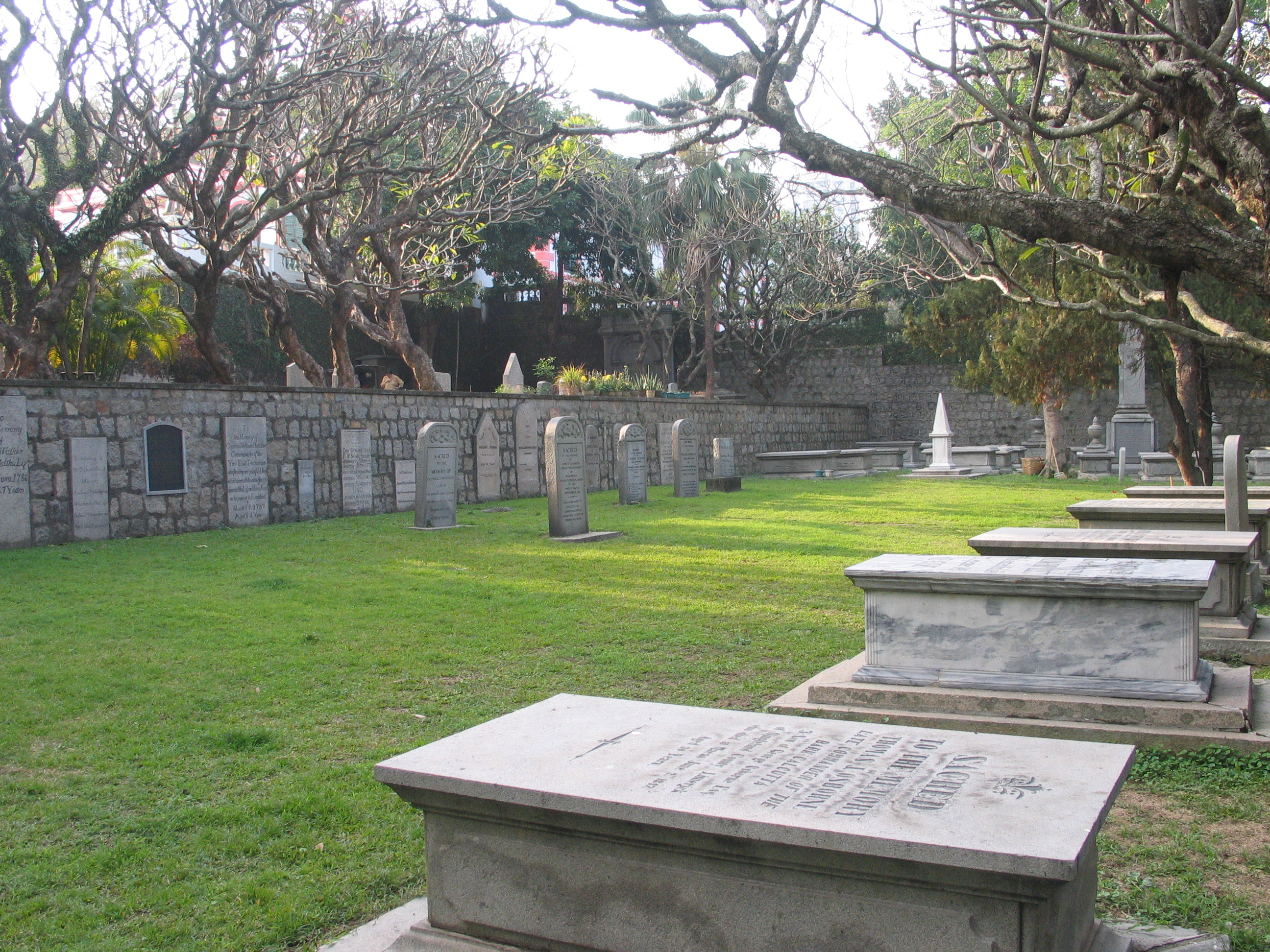
Protestantischer Friedhof Macau

Der Alte Protestantische Friedhof von Macau wurde 1821 durch die britische Ost-Indien-Kompanie gegründet und wird seit 2005 als Weltkulturerbe der UNESCO als Teil der Altstadt von Macau geführt.
Als portugiesische Kronkolonie war Macau der römisch-katholischen Kirche zugehörig, die eine Bestattung von Protestanten innerhalb der Stadtgrenzen untersagte. Außerhalb der Stadttore befand sich chinesisches Hoheitsgebiet, wo gleichfalls ausländische Bestattungen nicht toleriert wurden. Das führte dazu, dass protestantische Beerdigungen nur nächtens und außerhalb der Stadtmauern möglich waren.
Im Jahr 1821 erwarb die Ost-Indien-Kompanie schließlich ein Grundstück und erreichte eine legale Lösung des Problems mit den portugiesischen Behörden. Ab diesem Zeitpunkt gab es einen Friedhof für die Toten der mehrheitlich protestantischen britischen, nordamerikanischen und nordeuropäischen Kaufleute. So finden sich britische, US-amerikanische, niederländische, dänische und deutsche Grabstätten auf dem Friedhof. Kapitän Christian Johann Friedrich Ipland (* 30. Juni 1818; † 5. Oktober 1857) starb als Kapitän des Apenrader Schiffs Camilla in Macau und wurde auf dem Friedhof beigesetzt. Es finden sich zwei Grabsteine mit den folgenden Inschriften: „Hier schlummert Christian Johann Friedrich Ipland. Geboren zu Apenrade, den 30. Juni 1818, gestorben zu Macao, den 5. Oktober 1857. Sanft ruhe Deine Asche, Du müder Wanderer.“ Der zweite Grabstein erklärt auf Deutsch und darunter auf Englisch, weshalb ein zweiter Stein aufgestellt wurde: „Die Witwe sandte diesen Stein aus Deutschland aus Furcht der erste würde bald verfallen. Nun künden beide Christian Iplands Tod im fernen Land.“

## Belege
1. ↑  Lindsey Ride: THE OLD PROTESTANT CEMETERY IN MACAO: A lecture delivered on 7 May, 1962. In: Journal of the Hong Kong Branch of the Royal Asiatic Society. Band 3. Royal Asiatic Society, Hongkong 1962, S. 13.
2. ↑  Ou Nian Le: Old Protestant Cemetery: treasure house of Macao history. In: Gonçalo César de Sá (Hrsg.): Macao Magazine. Nr. 41. Macao Juli 2017, S. 62–67.
3. ↑  Lindsay Ride, May Ride, Bernard Mellor (Hrsg.): An East India Company Cemetery: Protestant Burials in Macao. Band 1. Hongkong University Press, Hongkong 1996, ISBN 978-962-209-384-3, S. 98.
4. ↑  Werner Meißner: Tod in Macau Die Grabsteine des Alten Protestantischen Friedhofs auf Macau sind steinerne Zeugen der Beziehungen zwischen China und dem Westen. Ein Ausflug zwischen Gräbern auf den Spuren kolonialer Vergangenheit. In: taz. Nr. 4049. taz Verlags u. Vertriebs GmbH, Berlin 3. Juli 1993, S. 23–24 (taz.de).

Koordinaten: 22° 11′ 59,7″ N, 113° 32′ 24,6″ O